# Theo de Rooij
Theo de Rooij (Harmelen, 25 april 1957) (vaak gespeld als De Rooy) is een Nederlands voormalig wielrenner die na zijn wielercarrière algemeen directeur van de Rabobank wielerploeg was. De Rooij was beroepswielrenner van 1980 tot en met 1990. Hij begon zijn loopbaan bij Belgische ploegen en reed de laatste acht jaar voor de wielerploegen van Peter Post.

## Biografie
De Rooij behaalde onder meer etappezeges in de Ronde van Zwitserland, de Ronde van Duitsland en de Ronde van Nederland. De Rooij nam acht keer deel aan de Ronde van Frankrijk. Hij gold als een tacticus in de koers.
Na zijn actieve loopbaan werd hij ploegleider, eerst bij Peter Post en later bij de wielerploeg van Jan Raas. De gespannen verhoudingen tussen beide ploegen maakten dit een opzienbarende stap. Sinds eind 2003 was hij algemeen directeur van deze ploeg en werd zijn rol als ploegleider overgenomen door Erik Breukink. De Rooij hield zich onder andere bezig met het aantrekken van nieuwe renners.
In 2007 maakte de Rooij een einde aan de Ronde van Frankrijk van Michael Rasmussen, door hem, enkele etappes voor het einde, op staande voet te ontslaan wegens het niet nakomen van de interne regels binnen de Rabobankploeg. Rasmussen bezat op dat moment de gele trui en had een voorsprong van ruim drie minuten op de Spanjaard Alberto Contador.
Theo de Rooij is per 3 augustus 2007 teruggetreden als manager van de Raboploeg. De Rooij wil naar eigen zeggen na de affaire rond Rasmussen rust nemen om zich te beraden op de toekomst: “...Dit afscheid valt mij zwaar, heel erg zwaar”, reageerde De Rooij in een persbericht, “De ploeg, dat is mijn lust en mijn leven. Maar ik zag geen andere keuze.” De Rooij werd op 5 augustus opgevolgd door interim-manager Henri van der Aat.
In 2008 trad hij toe tot het bestuur van de Ronde van Overijssel waarbij hij vanaf volgend jaar ook zal optreden als koersdirecteur. Daarnaast vormt De Rooij samen met Erben Wennemars en Jos de Koning het begeleidingsteam Ploegenachtervolging Langebaan, in aanloop naar de Olympische Winterspelen 2014.
Op 30 maart 2009 presenteerde De Rooij zijn biografie beZIELd. Hij bood het eerste exemplaar aan Peter Post aan. Sinds 2010 is er ook een classic naar hem genoemd: de Theo de Rooij Classic, door het hart van Overijssel. De Rooij is voorzitter van de Club '48, een vereniging van oud-renners, die onder andere jaarlijks de Gerrit Schulte Trofee uitreikt aan de beste Nederlandse profwielrenner.

## Belangrijkste overwinningen
1978
- Eindklassement Ronde van Rijnland-Palts
- Eindklassement Ronde van Slowakije
- Universitair Wereldkampioen

1979
- Eindklassement Ronde van Noord-Holland
- Eindklassement Ronde van de DDR

1980
- 2e etappe Ronde van Romandië
- Kampioenschap van Vlaanderen-Koolskamp

1981
- 2e etappe Catalaanse Week
- GP Union Dortmund

1982
- Trofeo Laigueglia
- 5e etappe deel b Ronde van Duitsland
- Eindklassement Ronde van Duitsland
- 6e etappe Ronde van Zwitserland

1983
- GP Union Dortmund

1985
- Proloog Catalaanse Week
- 1e etappe Ronde van Noorwegen

1989
- 2e etappe Ronde van Luxemburg
- 5e etappe Ronde van Nederland
- Ridderronde Maastricht

## Resultaten in voornaamste wedstrijden
| Jaar | Ronde van Italië | Ronde van Frankrijk | Ronde van Spanje |
| ---- | ---------------- | ------------------- | ---------------- |
| 1980 |                  |                     |                  |
| 1981 |                  | 39e                 |                  |
| 1982 |                  | 19e                 |                  |
| 1983 |                  | 29e                 |                  |
| 1984 |                  | 59e                 |                  |
| 1985 |                  | 80e                 | 38e              |
| 1986 |                  |                     | 38e              |
| 1987 | 111e             | 91e                 |                  |
| 1988 | 79e              |                     |                  |
| 1989 |                  | 125e                |                  |
| 1990 | 161e             |                     |                  |

| Jaar | Milaan-San Remo | Ronde van Vlaanderen | Parijs-Roubaix | Amstel Gold Race | Luik-Bast.‑Luik | Ronde van Lombardije | Gent-Wevelgem | Waalse Pijl |  | WK op de weg |
| ---- | --------------- | -------------------- | -------------- | ---------------- | --------------- | -------------------- | ------------- | ----------- |  | ------------ |
| 1980 |                 |                      |                | 57e              |                 | 4e                   |               |             |  |              |
| 1981 |                 |                      |                | 23e              | 21e             |                      | 26e           | 20e         |  | 18e          |
| 1982 | 28e             |                      |                |                  | 19e             |                      |               | 21e         |  |              |
| 1983 |                 |                      |                |                  | 52e             |                      |               | 28e         |  |              |
| 1984 |                 |                      |                | 9e               |                 |                      |               |             |  |              |
| 1985 |                 |                      |                |                  | 38e             |                      |               |             |  |              |
| 1986 |                 | 32e                  |                |                  | 27e             |                      |               | 18e         |  | 82e          |
| 1987 | 108e            |                      | 25e            | 10e              | 73e             |                      |               |             |  |              |
| 1988 |                 |                      |                |                  |                 |                      |               |             |  |              |
| 1989 |                 |                      |                | 46e              | 58e             |                      |               |             |  |              |
| 1990 |                 |                      |                |                  |                 |                      |               |             |  |              |